# Вермільйо (фільм)
«Вермільйо» (італ. Vermiglio) — італійсько-франко-бельгійський драматичний фільм 2024 року режисерки та сценаристки Маури Дельперо.
Прем'єра фільму відбудеться на 81-му Венеційському міжнародному кінофестивалі, де він змагатиметься за «Золотого лева».

## Сюжет
1944 рік. У Вермільйо, гірському селі, де війна - це далекий, але всюдисущий горизонт, прихід П'єтро, солдата, який рятується від війни, порушує життя великої родини місцевого шкільного вчителя, змінюючи їх назавжди. Любов між П'єтро та Лючією, старшою дочкою, призводить до їхнього шлюбу та несподіваної долі.

## Акторський склад
- Джузеппе Де Доменіко
- Томмазо Раньйо
- Мартіна Скрінзі
- Роберта Ровеллі
- Карлотта Ґамба
- Орієтта Нотарі
- Сара Серрайокко

## Виробництво
Основні знімання розпочалися 28 серпня 2023 року, а завершилися в грудні. Фільм знімали між містами Вермільйо, Карчато та Комазіне в регіоні Трентіно-Альто-Адідже. Виробництвом фільму займаються компанії Cinedora (Італія), Charades (Франція) та Versus (Бельгія).

## Випуск
Прем'єра фільму відбудеться в конкурсній програмі 81-го Венеційського міжнародного кінофестивалю.